# El-Alamein

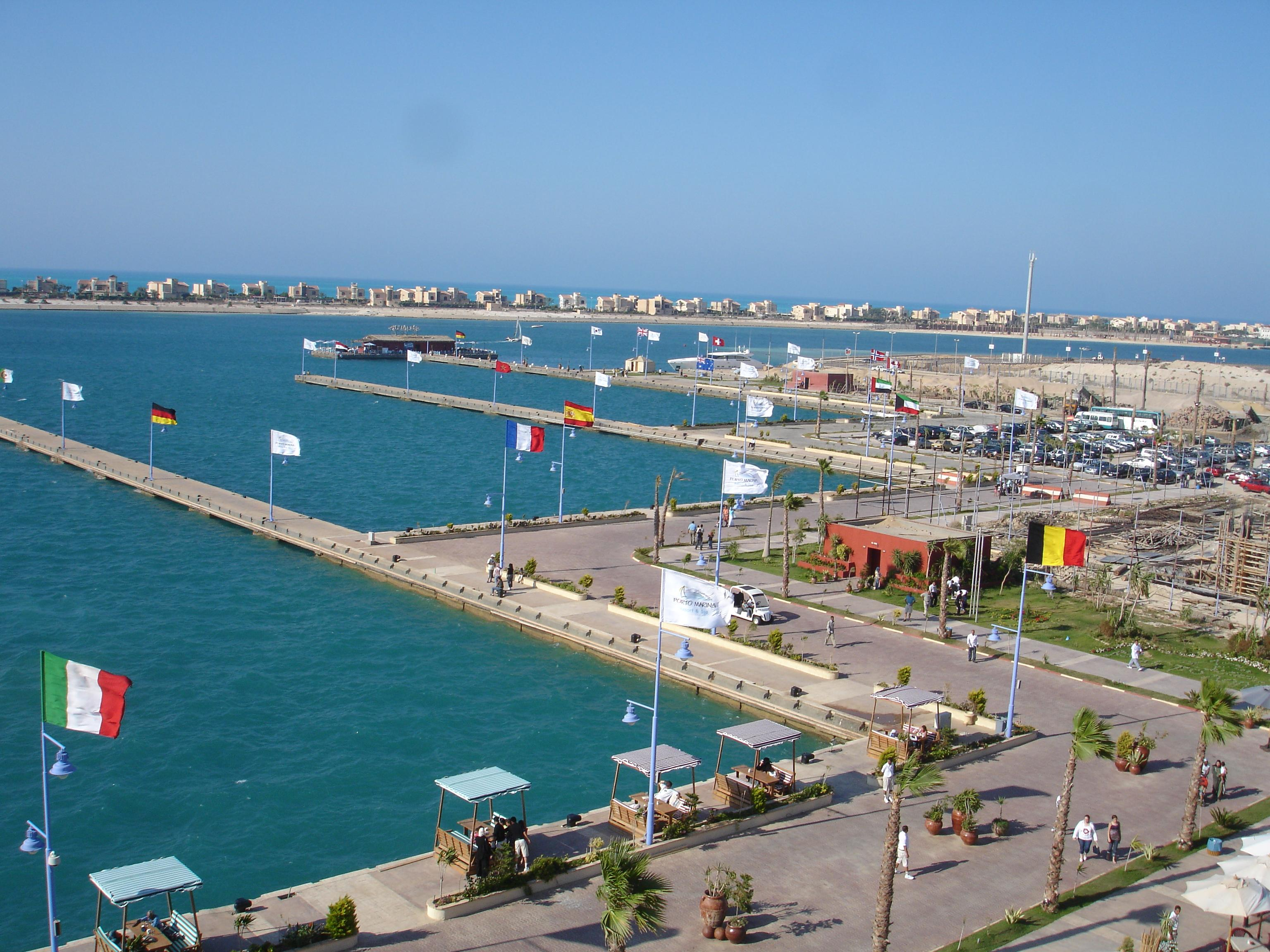
Marina El-Alamein

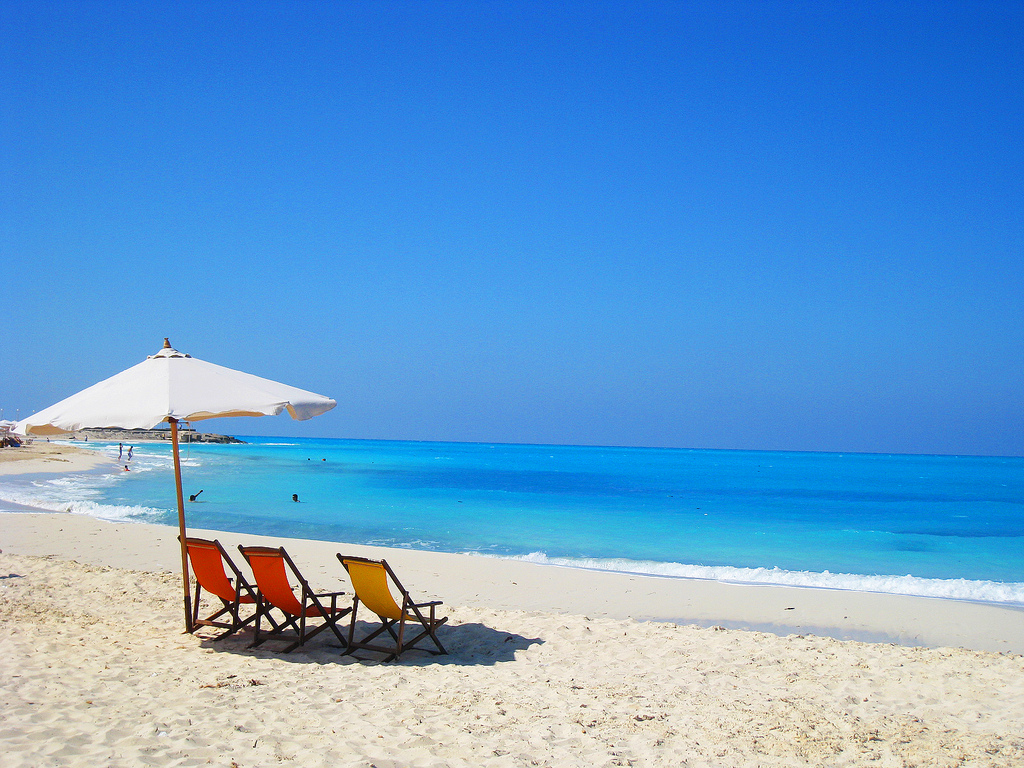
Strand bei El-Alamein

El-Alamein (arabisch العلمين, DMG al-ʿAlamain) ist eine ägyptische Kleinstadt an der Küste des Mittelmeers, knapp 110 Kilometer westlich von Alexandria und 240 Kilometer nordwestlich von Kairo, mit 11.843 Einwohnern (2021).
Zu Beginn des 20. Jahrhunderts bestand El-Alamein aus einem kleinen Bahnhof mit wenigen Häusern in der Umgebung. Durch 1966 gefundene Erdölvorkommen, die seit 1968 gefördert werden, gab es einen wirtschaftlichen Aufschwung. Dazu gibt es wegen der hier angelegten Soldatenfriedhöfe für die hier Gefallenen des Zweiten Weltkriegs regen Tourismus. Heute ist die Marina als Badeort von großer Bedeutung.

## Geschichte
El-Alamein gelangte im Zweiten Weltkrieg zu weltweiter Bekanntheit, als westlich der Stadt zwei entscheidende Schlachten des afrikanischen Kriegsschauplatzes stattfanden, in denen Großbritannien mit Hilfe der Verbündeten Südafrika, Freie Franzosen, (Britisch-)Indien, der griechischen Königlichen Armee, Australien und Neuseeland die deutschen und italienischen Truppen entscheidend schlagen konnte.
In der ersten Schlacht von El-Alamein (1. bis 31. Juli 1942) konnte der Vormarsch der deutsch-italienischen Truppen unter Generalfeldmarschall Erwin Rommel von den Alliierten zum Stehen gebracht werden.
In der zweiten Schlacht von El-Alamein (23. Oktober bis 4. November 1942) errangen die Alliierten unter Lieutenant General Bernard Montgomery den Sieg und wendeten das Blatt auf dem afrikanischen Kriegsschauplatz. Anschließend begann ein langer, kontinuierlicher Rückzug der Achsenmächte in Richtung Westen bis nach Tunesien, wo sie im Frühjahr 1943 kapitulieren mussten.

## Kriegsgräberstätten
In den Kämpfen 1942 bei El-Alamein fielen etwa 4500 Angehörige des deutschen Afrikakorps. Sie wurden, soweit es die Frontlage erlaubte, von ihren Kameraden bestattet. Zwischen 1943 und 1947 überführten britische Umbettungskommandos rund 3000 deutsche und etwa 1800 italienische Gefallene auf einen Platz nahe der Bahnstation des Ortes. Wegen der Wüstenverhältnisse entstand 1959 die Deutsche Kriegsgräberstätte El Alamein als ummauerte Gedenkstätte für 4213 deutsche Tote. Neben diesem Friedhof der früheren Achsenmächte gibt es auch den Commonwealth-Kriegsfriedhof, auf dem 7768 Soldaten der Alliierten begraben liegen, sowie einen italienischen Soldatenfriedhof mit 5200 Gefallenen.
In El-Alamein gibt es ein Kriegsmuseum, in dem Gegenstände von den Kämpfen um El-Alamein und den Kämpfen in Nordafrika ausgestellt sind.

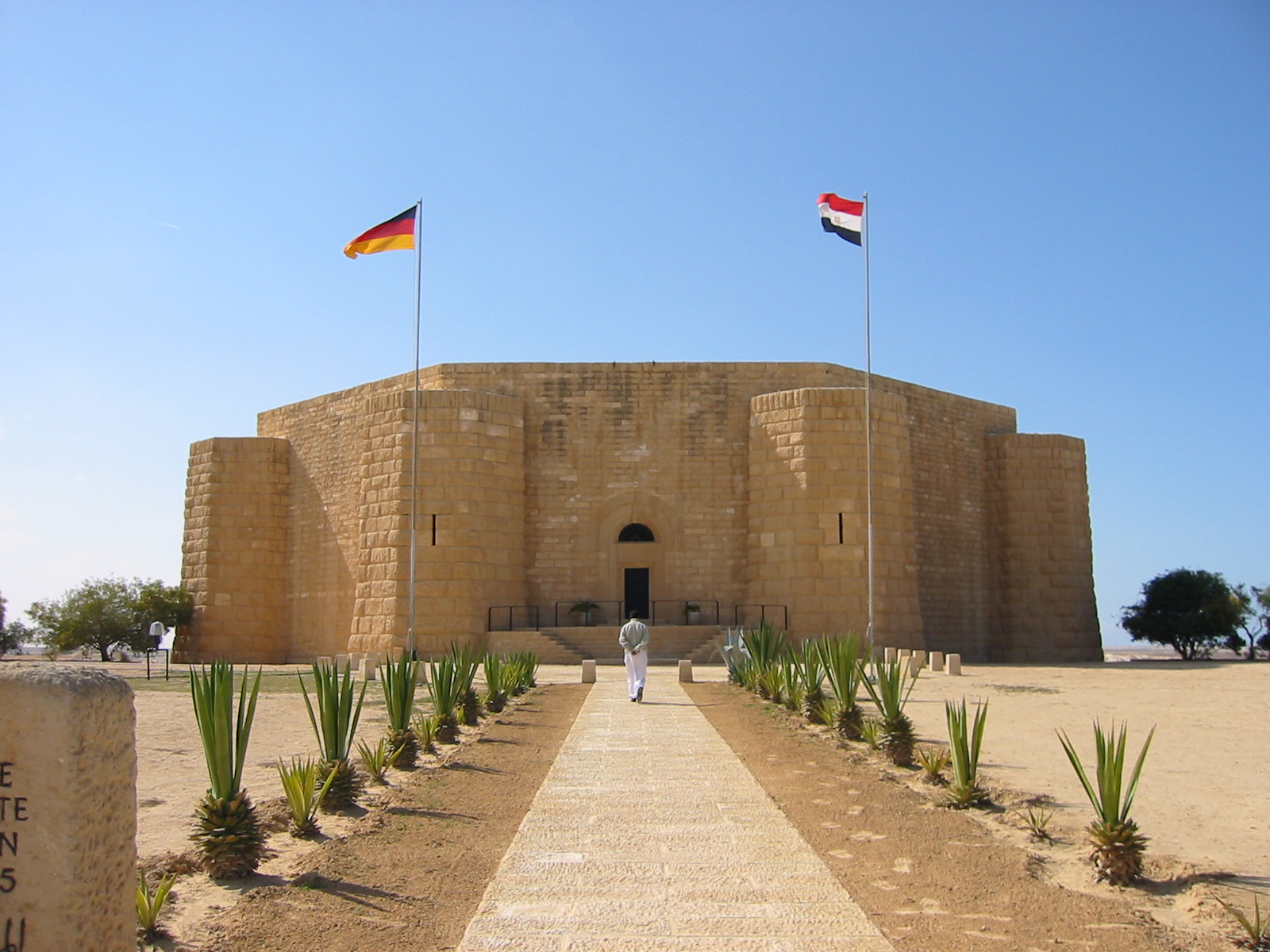
Deutsche Kriegsgräberstätte bei El-Alamein
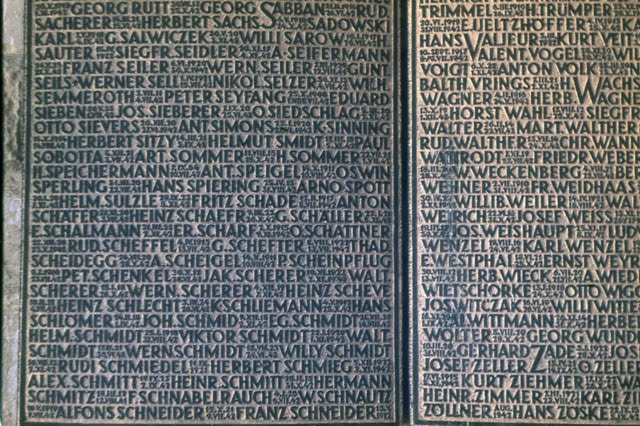
Namenstafel in der deutschen Kriegsgräberstätte
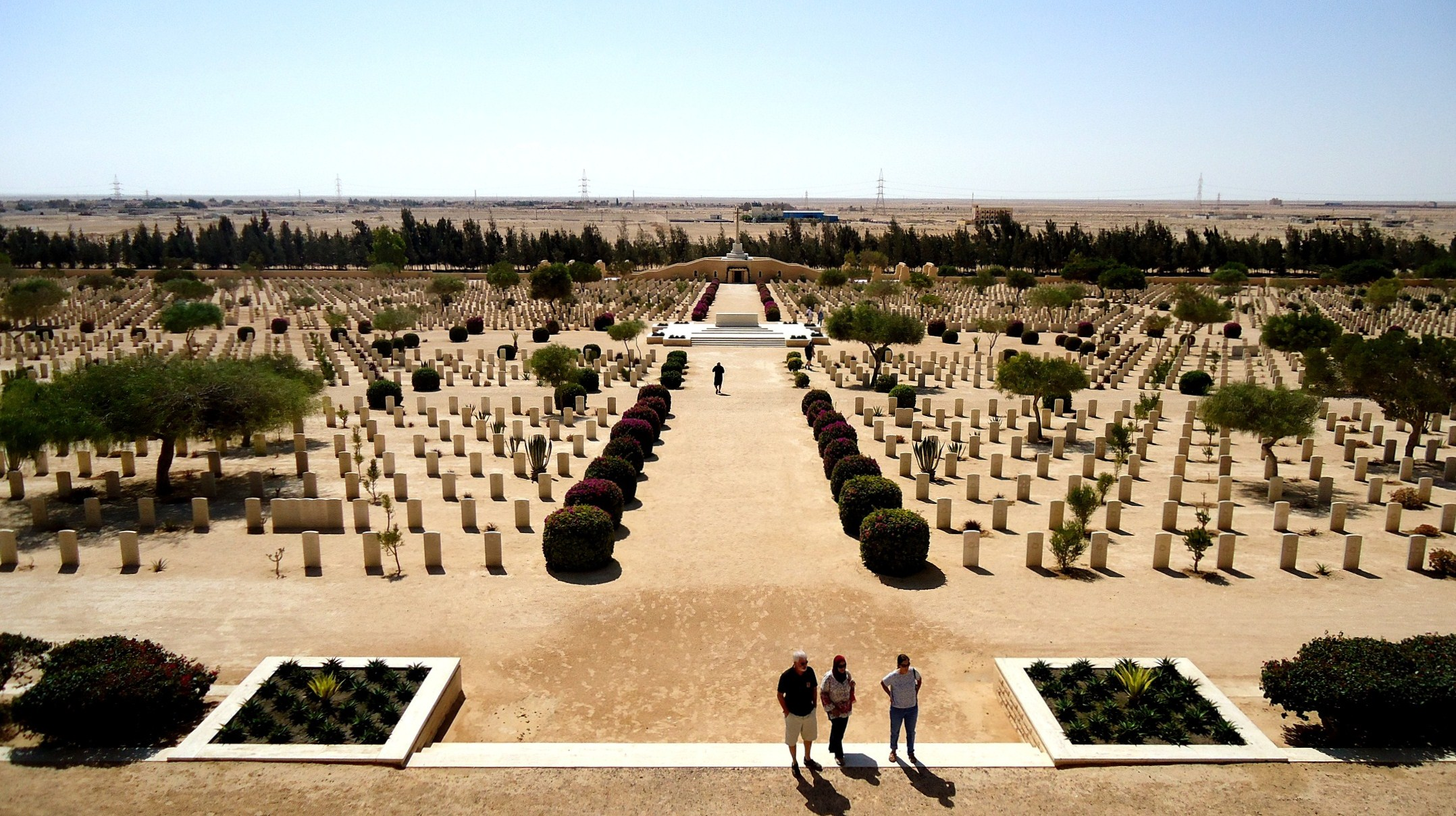
Commonwealth Kriegsgräberstätte
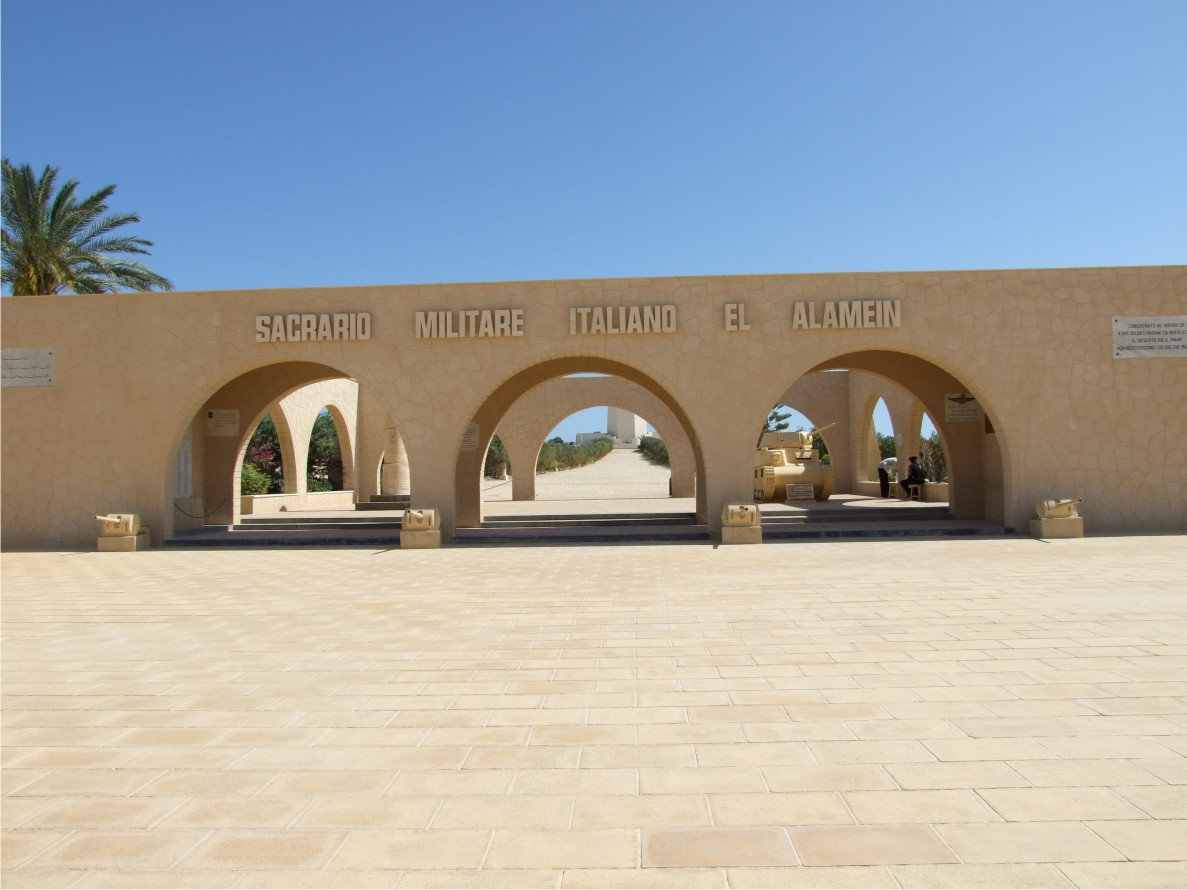
Italienische Kriegsgräberstätte, Eingang von Paolo Caccia Dominioni gebaut
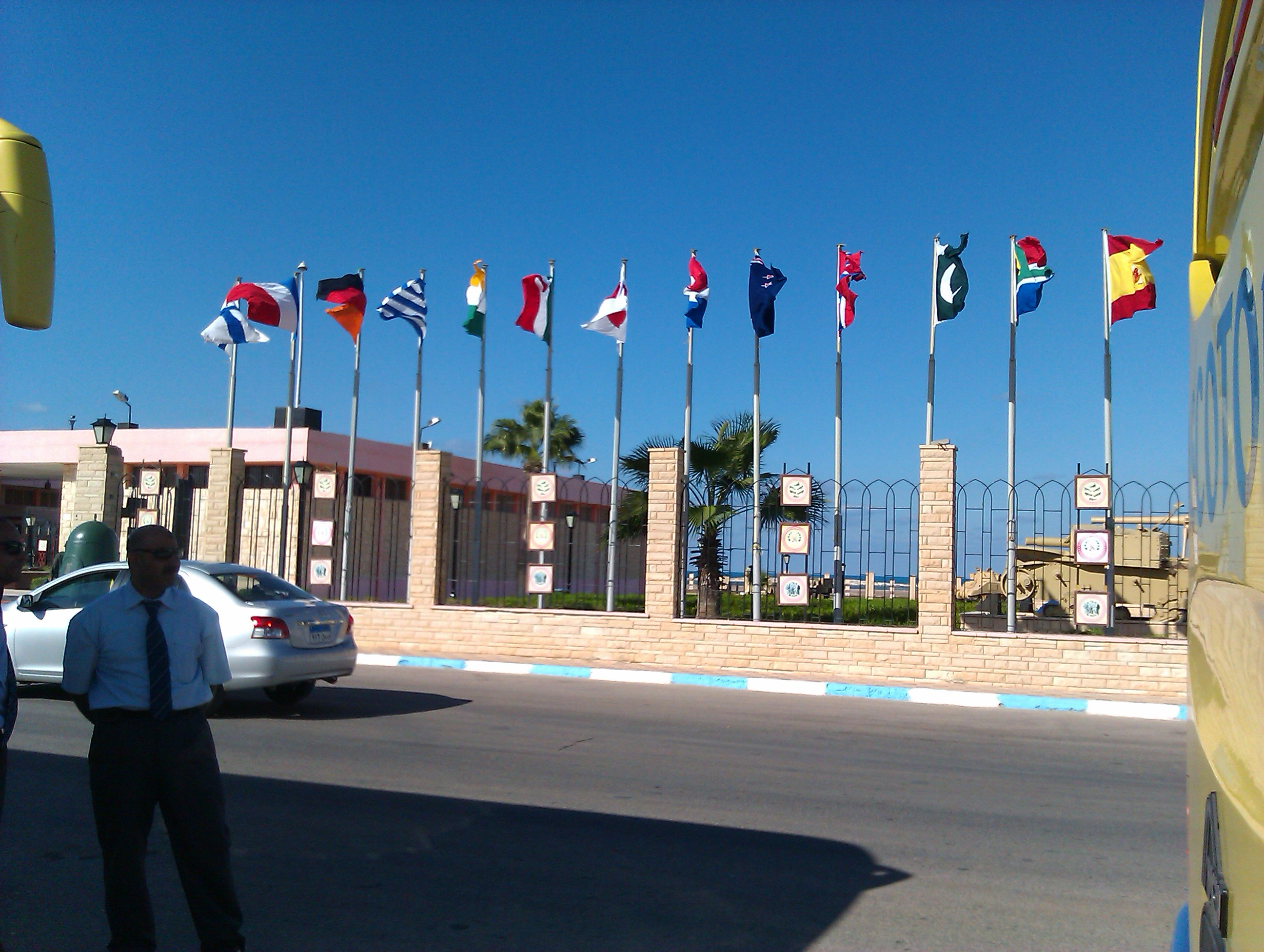
Kriegsmuseum

## Landminen
Auch 70 Jahre nach der Schlacht von El-Alamein ist das Gebiet mit zahlreichen Blindgängern und Landminen verseucht. Ungefähr ein Viertel der Kampfmittelrückstände sind Landminen, von denen insbesondere Antipersonenminen immer noch Opfer fordern. Die Regierung beseitigt diese Landminen nicht, sondern verteilt Krücken und Prothesen, darauf hinweisend, dass diese nicht normaler Bestandteil der staatlichen Krankenfürsorge sind.

## Archäologische Ausgrabungen
In den 1980er Jahren wurde in der Nähe der Stadt eine antike Siedlung gefunden, die 1987/1988 erstmals ergraben wurde. Die Reste der antiken Siedlung liegen etwa sechs Kilometer östlich der Stadt Marina el-Alamein, 1200 Meter lang in Ost-West-Richtung, 800 Meter landeinwärts von der Küste. Diese Siedlung ist, insbesondere wegen der ungeheuren Vielfalt der Bestattungsformen auf dem zugehörigen Friedhof, eine der wichtigsten ägyptischen Nekropolengrabungen der jüngeren Zeit.

## Tourismus
Den Strand entlang um die neue Anlage Marina ziehen sich über viele Kilometer touristische Anlagen als Gated Communities. Die schweizerische Hotelgesellschaft Mövenpick eröffnete 2004 in El-Alamein ein 5-Sterne-Hotel. Seither haben weitere Hotelketten ebenfalls Hotels im Ort errichtet.

## Verkehr
Der Ort wird von der Küstenstraße Alexandria – Sollum sowie von der parallel laufenden Eisenbahnstrecke der Ägyptischen Staatsbahnen erschlossen. In Zukunft gibt es auch eine Station an der neuen Hochgeschwindigkeitsbahn Marsa Matruh–Ain Suchna.